# NGC 3640
NGC 3640 (również PGC 34778 lub UGC 6368) – galaktyka eliptyczna (E3), znajdująca się w gwiazdozbiorze Lwa. Odkrył ją William Herschel 23 lutego 1784 roku.